# 裂叶天胡荽
裂叶天胡荽（学名：Hydrocotyle dielsiana）为伞形科天胡荽属下的一个种。

## 扩展阅读
- 維基物種上的相關：裂叶天胡荽